# Saint-Marcan
Saint-Marcan (bret. Sant-Marc'han) – miejscowość i gmina we Francji, w regionie Bretania, w departamencie Ille-et-Vilaine.
Według danych na rok 1990 gminę zamieszkiwało 401 osób, a gęstość zaludnienia wynosiła 52 osoby/km² (wśród 1269 gmin Bretanii Saint-Marcan plasuje się na 885. miejscu pod względem liczby ludności, natomiast pod względem powierzchni na miejscu 921.).